# سريدوي لوكيتش
سريدوي لوكيتش (من مواليد 5 أبريل 1961 في روجيست، فيزيغراد، البوسنة والهرسك) هو مجرم حرب من صرب البوسنة والهرسك.
قبل وأثناء حرب البوسنة والهرسك عمل لوكيتش كشرطي في فيزيغراد. بعد بدء الحرب انضم إلى مجموعة ابن عمه ميلان لوكيتش من القوات شبه العسكرية المعروفة باسم النسور البيضاء. في يوليو 2009 بعد محاكمته مع ابن عمه أدانته المحكمة الجنائية الدولية ليوغوسلافيا السابقة بارتكاب جرائم ضد الإنسانية وانتهاكات لعادات الحرب في بلدية فيسيغراد في البوسنة والهرسك خلال حرب البوسنة والهرسك.
وجد أنه ساهم بشكل كبير في مقتل 59 شخص محاصرين في حريق شارع بيونيرسكا. كان حاضر في منزل يوسف مميتش ويحمل السلاح فيما كانت عمليات السطو وتفتيش الملابس الداخلية تجري في الداخل وعندما تمت إزالة النساء. كما كان حاضر أثناء نقل الضحايا إلى منزل آدم عمراغيتش. وخلصت المحكمة الابتدائية للمحكمة الجنائية الدولية ليوغوسلافيا السابقة إلى أنه لا يوجد دليل موثوق به على قيامه بإضرام النار في المنزل أو إطلاق النار على النوافذ بينما كان الناس يحاولون الفرار. ومع ذلك على الرغم من أنه لم يشعل النار في منزل آدم عمراغيتش بنفسه إلا أنه كان يعلم ما سيحدث لمجموعة الضحايا التي ساعد في رعايتها هناك. معارضة القاضي باتريك روبنسون وجدت المحكمة الابتدائية أنه بحضوره وبتسلحه ساهم سريدوي لوكيتش بشكل كبير في مقتل 59 شخص محاصرين في المنزل وأنه ساعد وحرض على المعاملة القاسية والأفعال اللاإنسانية المرتكبة ضد جميع الأشخاص أعضاء المجموعة.
فيما يتعلق بمخيم أوزامنيكا أظهرت الأدلة أن ميلان لوكيتش وسريدوي لوكيتش كانا زائرين انتهازيين للمعسكر الذي زاره سريدوي بمعدل أقل من ميلان. وقاما بركل وضرب المعتقلين بشدة وبشكل متكرر باللكمات والهراوات والعصي وكعوب البنادق. كزائرين انتهازيين للمعسكر لم يأتيا لأي سبب سوى ممارسة العنف على المعتقلين. إن الوحشية غير العادية التي تصرفا بها تجاه المعتقلين ألحقت بهم أضرارا جسيمة ودائمة. لاحظت محكمة المحاكمة في المحكمة الجنائية الدولية ليوغوسلافيا السابقة أن حريق شارع بيونيرسكا كان مثال على أسوأ الأعمال اللاإنسانية التي كان الشخص قادر على إلحاقها بالآخرين و«احتلت مرتبة عالية في التاريخ الطويل والحزين والبائس لقسوة الإنسان تجاه الإنسان».
قدم فريق دفاع سريدوي لوكيتش إخطار استئناف ومذكرة استئناف. كما قدم الادعاء طلب استئناف ومذكرات استئناف طالبا بمراجعة حكم لوكيتش وإطالة مدته.